# Amantini
Amantini su bili pripadnici antičkog panonskog plemena Ilira. Pružali su žestok otpor rimskim osvajanjima. Područje naseljavanja Amantina su bile u blizini antičkog naselja Sirmium (današnja Srijemska Mitrovica, u Vojvodini, Srbija), a naseljavali su i područja mnogo južnije od tog mjesta, pošto je tamo utvrđeno postojanje njihovog naselja pod imenom Amantia. Ostatci ovog naselja nalaze se u južnoj Albaniji oko 30 kilometara istočno od Valone.
Najraniji povijesni izvor koji je spomenuo ovo antičko pleme je bio je Pseudo-Skilak, grčki putopisac iz IV.-III. stoljeća pr. Kr. Naime, opisao je Ilire koji su, prema njemu, naseljavali područje jadranske obale od Liburnije do Epirusa, gdje su Bulini bili najsjevernije od ilirskih plemena, a Amantini najjužnije. On je još naveo i sljedeće: "...narod Orikuma živi na području zvanom Amantija; a Amantini, koji dosežu dovde, su bilionski Iliri." Vjerojatno su Amantini i Bilioni imali odnos političke zajednice - koinon (grčki: κοινό - liga, savez).
Stefan iz Bizantija, bizantski pisac iz 4. stoljeća, navodi da su Amantini tvrdili da vode podrijetlo od Abanta iz Eubeje, koji se naselio na navedeno područje nakon trojanskog rata.